# Amy (2015)
Amy (Originaltitel: Amy – The Girl Behind the Name) ist ein britischer Dokumentar-Kinofilm aus dem Jahr 2015, der sich um das Leben der Amy Winehouse dreht. Als Regisseur war Asif Kapadia tätig. In Deutschland wurde der Film vom Filmverleih Prokino vertrieben. Produziert wurde der Film von Universal Music, Playmaker Film und Krishwerkz Entertainment. Ab dem 16. Juli 2015 war der Film in den deutschen Kinos zu sehen. In Großbritannien erschien der Film am 3. Juli 2015, in Cannes am 16. Mai 2015. Die Filmpremiere in Großbritannien war auf dem Edinburgh International Film Festival.

## Inhalt
Der Film beschreibt den Werdegang von Amy Winehouse und ihren Tod im Alter von 27 Jahren in Camden, Nord-London am 23. Juli 2011 durch eine Alkoholvergiftung.
Er beginnt 1998 mit einem Amateurvideo, das die damals 14-jährige Amy Winehouse zeigt, wie sie mit ihrer Freundin Juliette Ashby auf einer Geburtstagsparty singt. Der weitere Film zeigt die Karriere Winehouse’, die großen Erfolg mit ihren zwei Alben Frank (2003) und Back to Black (2006) hatte. Ihre Probleme mit privaten Beziehungen, Bulimie und einem Hang zur Selbstzerstörung werden ebenfalls thematisiert. Ein wichtiges Thema ist ihre Drogenabhängigkeit, die schließlich zu ihrem frühen Tod führte. Die Dokumentation setzt sich aus Interviews mit Winehouse, Freunden, Verwandten und Arbeitskollegen zusammen.
Ein Auftritt Winehouse’ auf dem Virgin Festival, Pimlico, Baltimore im Jahre 2007 und unveröffentlichte Lieder wie „Stronger Than Me“, „In My Bed“, „What Is It About Men?“ und Donny Hathaways „We’re Still Friends“, ein Cover von Johnny Mercers „Moon River“ sind ebenfalls Teil der Dokumentation.

## Rezensionen
Auf Rotten Tomatoes wird der Film mit 97 Prozent als gut beschrieben. Der Film wird jedoch auch als eindimensional bezeichnet.
Vater Mitch Winehouse kritisierte, dass seine Tochter Amy falsch dargestellt worden sei.

## Auszeichnungen (Auswahl)
- 2015: Europäischer Filmpreis in der Kategorie Bester Europäischer Dokumentarfilm
- 2015: Boston Online Film Critics Association in der Kategorie Beste Dokumentation
- 2015: Boston Society of Film Critics Award für den besten Dokumentarfilm
- 2015: Hollywood Film Awards in der Kategorie Beste Dokumentation
- 2015: National Board of Review in der Kategorie Beste Dokumentation
- 2015: Nominierung für den Satellite Award in der Kategorie Beste Dokumentation
- 2015: Boston Online Film Critics Association in der Kategorie Bester Dokumentarfilm
- 2015: Nominierung: British Independent Film Award Bester Dokumentarfilm
- 2015: Chicago Film Critics Association Bester Dokumentarfilm
- 2015: Dallas–Fort Worth Film Critics Association Bester Dokumentarfilm
- 2015: Detroit Film Critics Society Bester Dokumentarfilm
- 2015: Nominierung: East End Film Festival Bester Dokumentarfilm
- 2015: Nominierung: Edinburgh International Film Festival Publikumspreis
- 2015: Nominierung: Edinburgh International Film Festival Bester Dokumentarfilm
- 2016: Nominierung: 2016 BRIT Awards
- 2016: Critics’ Choice Movie Award als Bester Dokumentarfilm
- 2016: American Cinema Editors Award in der Kategorie am besten geschnittener Dokumentarfilm
- 2016: Nominierung: Austin Film Critics Association in der Kategorie Bester Dokumentarfilm
- 2016: Nominierung: Bodil in der Kategorie Bester Dokumentarfilm (Entscheidung steht noch aus)
- 2016: Grammy in der Kategorie Bester Musikfilm
- 2016: BAFTA-Nominierung in der Kategorie Outstanding British Film
- 2016: BAFTA in der Kategorie Beste Dokumentation
- 2016: Oscar in der Kategorie Bester Dokumentarfilm
- 2016: Evening Standard British Film Award in der Kategorie Bester Dokumentarfilm